# Skogs-Tibble socken
Skogs-Tibble socken i Uppland ingick i Hagunda härad, ingår sedan 1971 i Uppsala kommun och motsvarar från 2016 Skogs-Tibble distrikt.
Socknens areal är 68,25 kvadratkilometer varav 66,08 land. År 2000 fanns här 554 invånare.  Kyrkbyn Tibbleby med sockenkyrkan Skogs-Tibble kyrka ligger i socknen.  

## Administrativ historik
Skogs-Tibble socken omtalas i skriftliga handlingar första gången 1295 ('in parochia Thigibili'). Före den 1 januari 1886 (ändring enligt beslut den 17 april 1885) var namnet Tibble socken.
Vid kommunreformen 1862 övergick socknens ansvar för de kyrkliga frågorna till Skogs-Tibble församling och för de borgerliga frågorna bildades Skogs-Tibble landskommun. Landskommunen uppgick 1952 i Norra Hagunda landskommun som 1971 uppgick i Uppsala kommun. Församlingen uppgick 2006 i Norra Hagunda församling.
1 januari 2016 inrättades distriktet Skogs-Tibble, med samma omfattning som församlingen hade 1999/2000.  
Socknen har tillhört län, fögderier, tingslag och domsagor enligt vad som beskrivs i artikeln Hagunda härad. De indelta soldaterna tillhörde Upplands regemente, Hagunda kompani och Livregementets dragonkår, Uppsala skvadron.

## Geografi
Skogs-Tibble socken ligger väster om Uppsala kring Sävaån. Socknen har dalgångbygd utmed ån och är i övrigt en sjörik kuperad skogsbygd.
Området genomkorsas av Länsväg C 575.

## Fornlämningar
Från stenåldern finns boplatser. Från bronsåldern finns spridda gravrösen, skärvstenshögar, ett antal hällristningar samt skålgropsförekomster Från järnåldern finns cirka 20 gravfält och två fornborgar.  Åtta runstenar är funna.

## Namnet
Namnet skrevs 1295 Thigibili och kommer från kyrkbyn. Namnet innehåller thykbyle, 'tät bebyggelse'.